# Valetoniellopsis
Valetoniellopsis — рід грибів родини Niessliaceae. Назва вперше опублікована 1998 року.

## Класифікація
До роду Valetoniellopsis відносять 1 вид:
- Valetoniellopsis laxa